# Roberto Zub Kurylowicz
Roberto Zub Kurylowicz (Carmen del Paraná, 15 de enero de 1952) es un sociólogo, escritor, historiador, conferencista y catedrático universitario paraguayo. Es conocido por sus aportaciones al tema migratorio, principalmente con el estudio de la inmigración eslava en Paraguay a lo largo del siglo xx, a la que ha dedicado gran parte de su obra escrita. Varias de sus obras han sido publicadas en el extranjero. Se le considera uno de los sociólogos e investigadores más destacados de Paraguay y «un conocedor a fondo de la región sur». Mantiene un instituto de investigación sociológica en Paraguay. Entre sus temáticas de investigación se encuentran la migración eslava, protestantismo y elecciones. Otros temas de su investigación son la sociología religiosa y política.

## Biografía
Es hijo de Máximo Zub, ucraniano, y Bárbara Kurylowicz, bielorrusa. Sus padres llegaron a Paraguay en la oleada de inmigración eslava de los años 1930. Es el primer hijo de la pareja, nacido en la colonia Fram de Carmen del Paraná el 15 de enero de 1952. Desde los 10 años trabajó en la chacra de sus padres, donde preparaba el suelo para el cultivo del arroz. Su primera lengua fue la materna; el ruso y ya en edad escolar aprendió el castellano.
A los 20 años se trasladó a Buenos Aires, Argentina para estudiar en el Instituto Bíblico Eslavo. Estudió en el Seminario Bíblico Latinoamericano en San José (Costa Rica), donde concluyó la Licenciatura en Teología en 1981. En ese mismo año contrajo matrimonio con Isolina Centeno, mudándose a Managua, Nicaragua. En 1992 obtuvo la Licenciatura en Sociología por la Universidad Centroamericana (UCA). También fue Secretario Ejecutivo del Centro Antonio Valdivieso y decano y profesor de la Facultad Evangélica de Estudios Teológicos de Nicaragua. Entre 1997 y 1999 se radicó en Brasil con toda su familia y realizó un doctorado en Sociología, en la Universidad Metodista de San Pablo (2001).
Tras culminar su doctorado, volvió a Paraguay para radicarse definitivamente en la ciudad de Encarnación, al sur del país. En 2002 publicó su primer libro: Tierra, Trabajo y Religión. Memoria de los inmigrantes eslavos en el Paraguay, dando inicio a un proceso de reconstrucción de la memoria histórica de un colectivo migrante importante en el país. A partir de éste, inicia otras obras sobre inmigrantes eslavos en el Paraguay y es invitado a escribir artículos a nivel nacional e internacional, además de ser parte de los escritores invitados a publicaciones especiales para la conmemoración del Bicentenario de la República del Paraguay (2011). Zub Kurylowicz ha participado en conferencias y ponencias a nivel nacional e internacional. También ha presentado su obra en ferias y exposiciones de libros.
En sus obras, el escritor introduce al estudio sociohistórico las causas que en la década de 1930 generaron una gran inmigración eslava al Paraguay, describiendo el contradictorio proceso de formación de las colonias donde se han desarrollado las más variadas formas de vida social, económica, cultural, política y religiosa. Sus obras muestran la forma de resistencia, así como los caminos de la integración y la manera en que las sucesivas generaciones van produciendo un mestizaje e identidad diferenciada. Su libro Ataque a Fram, narra un suceso inédito y sobre el cual una pequeña colonia de inmigrantes calló por décadas: la represión de unos 400 colonos por parte del ejército durante la dictadura del General Alfredo Stroessner en 1955. Fruto de este ataque, un centenar de colonos fue encarcelado, muchos de ellos por varios años. A partir de este suceso, gran cantidad de colonos abandonaron el país. Así, sus obras rescatan memorias colectivas y sucesos que han marcado la inmigración eslava en Europa y en Paraguay.
Durante su vida también ha trabajado para el Banco Mundial, en varios proyectos de investigación relacionado con el desarrollo por medio de la Universidad de Oxford, Reino Unido. También ha realizado otros trabajos de investigación para varias organizaciones de la Unión Europea (UE). Es profesor universitario en la Universidad Americana y Universidad del Norte.
Además de escritor e investigador, se ha dedicado al cultivo y la producción de arroz, oficio al cual se dedica su familia desde hace más de 80 años. Como productor, fue presidente de la Asociación de Productores de Arroz de Itapúa (APAI) durante varios años. Esto le permitió realizar presentaciones sobre el proceso productivo del arroz ante «referentes mundiales» de varios países.

## Obras
- Protestantismo y elecciones en Nicaragua (CIEETS, 1993)
- Oficios y modelos pastorales (CIEETS, 1996)
- Protestantismo y participación política en Nicaragua (CIEETS, 2002)
- Tierra, trabajo y religión. Memoria de los inmigrantes eslavos en el Paraguay (El Lector, 2002)
- Memorias de la Iglesia Bautista Eslava (CIMDE, 2005)
- Historia del Distrito de Capitán E. Miranda (FONDEC, 2007)
- Presencia y Misión (CIMDE, 2007)
- «The Evolution of Protestant Participation in Nicaraguan Politics and the Rise of Evangelical Parties» (capítulo de Evangelical Christianity and Democracy in Latin America, Oxford University Press, 2008).[3]
- Ataque a Fram. Los colonos eslavos en el Paraguay durante la Guerra Fría (El Lector, 2011)
- Platón. Huellas de un inmigrante ucraniano-polaco en Paraguay (CIMDE, 2012)
- Emiliano. Artesano y Pastor Bielorruso en el Paraguay (SERVILIBRO, 2014)
- Encarnación. Una mirada introspectiva a cuatro siglos de historia (Servilibro, 2020).[13]